# Paul Sunderland
Paul Benedict Sunderland, född 29 mars 1952 i Los Angeles i Kalifornien, är en amerikansk före detta volleybollspelare.
Sunderland blev olympisk guldmedaljör i volleyboll vid sommarspelen 1984 i Los Angeles.